# Agnitio
Agnitio é uma multinacional fundada em 2004 em Madrid, Espanha, que atua na área de biometria, com aplicações em segurança pública e farmacêutica. Desde 2021, é propriedade da Bigtincan.

## História
A ideia do que seria a Agnitio surgiu em 2000, durante uma reunião da Guarda Civil com professores da Faculdade de Comunicações da Universidade Politécnica de Madrid para desenvolver um sistema capaz de identificar nomes e apelidos captados por escutas telefônicas em operações contra "delinquentes e terroristas". A empresa foi oficialmente fundada em 2004 por Javier González, Javier Ortega e outros dois pesquisadores da área de Tratamento de Sinal e Voz. Eles haviam desenvolvido o identificador de voz AGNITIO: ATVS na universidade, e fundaram a empresa por ele estar quase finalizado. Em 2013, a Agnitio, junto com a Lenovo, PayPal, Infineon Technologies, Nok Nok Labs e Validity, formaram a Aliança FIDO (Fast Identity Online), que desenvolve e promove padrões de autenticação que não são baseados em senha.  Em 2015, a Agnitio vendeu a sua unidade Kivox Mobile Technologies para a Cirrus Logic. A Agnitio foi comprada pela Nuance Communications em 2016 e em seguida pela Bigtincan em 2021.

### Wikileaks
Em dezembro de 2011, a WikiLeaks divulgou o Spy Files, 287 documentos sobre 160 empresas que colaboram com governos para promover espionagem em massa, entre elas a Agnitio, por "manipulação e interceptação de telefones móveis". Ela defendeu-se dizendo que se limita a fazer a parte de biometria, que é instalada em sistemas mais complexos.

## Produtos
Agnitio é conhecida por atuar na área da segurança pública. De acordo com o CEO Emilio Martinez, a empresa fabrica produtos de "tecnologia biométrica real", que identifica padrões na voz independente do idioma. Seus primeiros clientes foram a Guarda Civil e o Corpo Nacional de Polícia. Ela se expandiu pela Europa graças a contratos com a Gendarmaria Nacional, e depois se expandiram para a América Latina, em países como México, Colômbia e Brasil. Em 2012, a Agnitio lançou o KIVOX mobile, um produto para autenticação por voz para Android e iOS. Em 2013, a Agnitio desenvolveu a biometria de voz do sistema sistema de segurança bancário da Fonetics. Ela também é responsável pelo processador biométrico da Victrio. Em 2014, a Agência de Segurança Social da África do Sul criou o Net1 UEPS, um sistema de distribuição de pagamentos que utilizava um verificador de voz da Agnitio.
Ela também atua nas áreas médicas e farmacêuticas. Em 2009, a Agnitio lançou Medify, um sistema de rastreamento de tempo integrado a verificação de voz, no Condado de Onondaga, Nova Iorque, após a Medical Management Technology Group assinar um contrato para utilizar o Medify em assistência domiciliar. Em 2013, lançou Rainmaker One, a versão condensada do Agnitio Rainmaker, lançado três meses depois. Trata-se de uma plataforma de gestão para a indústria farmacêutica.
Em 2008 atuava em três continentes e em 20 idiomas distintos. Em 2021, ela estava presente em mais de 45 países, em 25 línguas.